# Закони Дванадцяти таблиць
Закони Дванадцяти таблиць (лат. duodecim tabularum) 451—449 р. до н. е. — кодифікація державного закону від народу (lex publica) у Стародавньому Римі. Закони Дванадцяти таблиць були створені спеціальною комісією з 10 осіб (decemviri legibus scribundis) і регулювали практично усі галузі життя (в юридичному плані — дії/події, що мали місце повсякчас).

## Структура
Таблиці I—III — процесуальне право (I — запрошення на процес, II — види позовів та скарг, III — виконавче право).
Таблиця IV — сімейне право (визнання батьківства, купівля-продаж дітей).
Таблиця V — спадкове право (заповіт, спадковість, визначення законного порядку спадкоємців).
Таблиця VI — зобов'язальне право (договір, купівля-продаж, позика, кредит і кредитні ставки, купівля і втрата рухомого та нерухомого майна).
Таблиця VII — право сусідське.
Таблиця VIII — кримінальне право (чаклунство, що шкодить; умисне тілесне пошкодження, крадіжка, обман клієнтів, зрада).
Таблиця IX — злочини проти Римської держави
Таблиця Х — сакральне право.
Таблиці XI—XII — різне (наприклад, заборона шлюбу між патриціями та плебеями, забезпечення боргу, крадіжка, підробка речей).
Закони були прийняті Народними зборами в два етапи. Першим етапом в 451 році до н. е. було прийнято 10 таблиць, а в наступному — 450 р. до н. е. — ще дві. Метою законів було послабити протистояння патриціїв і плебеїв за допомогою імплементації у традиційний аграрний порядок рівного для всіх приватного і кримінального права. Найбільш значимий факт — впровадження грошей (ais) у поширеній на той час формі — мідних монет, які зважувались і відповідно до маси мали свій номінал.
Нинішній текст «Законів» є реконструкцією, заснованою на звичаєвій організації тогочасного суспільства. Проте він є основою (і першою писемною згадкою, що не дійшла до наших днів), на яку посилались правові діячі Стародавнього Риму, розвиваючи і доповнюючи юридичну думку в подальшому.
Причини їхньої появи: до середини V ст. до н. е. плебеї в боротьбі з патриціями домоглися певних успіхів (плебс порівняно з громадянами Риму мав обмежені права). У 451, за переказами, під тиском плебсу була обрана комісія з десяти чоловік для запису законів (decemviri legibus scribundis). Вона складалася з видатних патриціїв і була наділена широкими повноваженнями. Децемвіри користувалися надзвичайною владою. Цього року не обирали консулів і народних трибунів. Протягом першого року кодифікаційна робота не закінчилась, і наступного року обрали іншу комісію, що також складалася з десяти осіб, але п'ятеро з них були плебеями. Інші децемвіри представлені у переказах узурпаторами, що діяли не тільки проти плебеїв, але й проти патриціїв. Це призвело до другого вигнання (сецессії) плебеїв з Риму. Безпосереднім мотивом переказ вважає спробу децемвіра Аппія Клавдія незаконно позбавити свободи дочку плебея Віргінію. Лише втручання впливових громадян запобігло спалаху міжусобної війни. У 449 р. до н. е. між ворогуючими станами був укладений урочистий мир. Були відновлені магістратури, що раніше існували і підтверджені права плебеїв, передусім закон про провокації (jus provocationis), за яким кожен громадянин міг апелювати до Народних зборів на несправедливе рішення магістрату (вищої посадової особи). Записані децемвірами закони були опубліковані для загального ві́дома.

## Таблиця I (процесуальне право: виклик на процес)
1. Якщо викликають [кого-небудь] на судоговорінні, нехай [викликаний] йде. Якщо [він] не йде, хай [той, хто викликав] підтвердить [свій виклик] при свідках, а потім веде його насильно.
2. Якщо [викликаний] вигадував відмовки [для неявки] або намагається сховатися, нехай [той, хто його викликав] накладе на нього руку.
3. Якщо перешкодою [для явки викликаного на судоговорінні] буде його хвороба або старість, нехай [той, хто зробив виклик] дасть йому в'ючну тварину (jumentum). Вози (arceram), якщо не захоче, представляти не зобов'язаний.
4. Нехай поручителем [на судоговорінні] за що живе своїм господарством буде [тільки] той, хто має своє господарство. За безгосподарного громадянина поручителем буде той, хто забажає.
5. На чому домовляться, про те нехай [позивач] і просить [на судоговорінні].
6. Якщо [сторони спору] не приходять до угоди, нехай [вони] до полудня зійдуться для позову на форумі або на коміціумі. Хай присутні обидві сторони по черзі захищають [свою справу].
7. Після полудня [магістрат] затвердить вимогу тієї сторони, яка присутня [при судоговорінні].
8. Якщо [на судоговорінні] присутні обидві сторони, нехай захід сонця буде крайнім терміном [судоговоріння].

## Таблиця II (процесуальне право: види позовів та скарг)
1. (Гай, Інституції, IV. 14: За позовами в 1000 і більше асів стягувався [в касу понтифіків] судовий заставу [в сумі 500 асів], за позовами на меншу суму — 50 асів, так було встановлено законом XII таблиць. Якщо суперечка йшла про свободу якого-небудь людини, то, хоча б його ціна була найвищою, однак, тим же законом пропонувалося, щоб тяжба йшла про заставу [за людину, свобода якого оспорювалася, всього лише] в розмірі 50 асів).
2. Якщо один з таких причин, як … тяжка хвороба або [збіг дня судового розгляду] з днем, покладеним для звинувачення [кого-небудь] у зраді, [перешкоджатиме] судді, третейського посередника або стороні спору [з'явитися на судовий розгляд], то [такий] має бути перенесений на інший день.
3. Нехай [сторона спору], якій бракує свідків, йде до воріт [не з'явився на розгляд свідка] і протягом трьох днів привселюдно волає [до нього].

## Таблиця III (процесуальне право: виконавче право)
1. Нехай будуть [дані боржнику] 30 пільгових днів після визнання [ним] боргу або після постанови [проти нього] судового рішення.
2. [Після закінчення зазначеного терміну] нехай [позивач] накладе руку [на боржника]. Нехай веде його на судоговорінні [для виконання рішення].
3. Якщо [боржник] не виконав [добровільно] судового рішення і ніхто не звільнив його від відповідальності при судоговорінні, нехай [позивач] веде його до себе і накладе на нього колодки або кайдани вагою не менше, а, якщо забажає, то й понад 15 фунтів.
4. [Під час перебування в ув'язненні боржник], якщо хоче, нехай харчується за свій власний рахунок. Якщо ж він не знаходиться на своєму утриманні, то нехай [той, хто тримає його в ув'язненні,] видає йому по фунту борошна на день, а при бажанні може давати й більше.
5. (Авл Геллій, аттичної ночі, XX. 1. 46: Тим часом, [тобто поки боржник знаходився в ув'язненні], він мав право помиритися [з позивачем], але якщо [сторони не мирилися], то [такі боржники] залишалися в ув'язненні 60 днів. Протягом цього терміну їх три рази підряд у базарні дні приводили до претора на коміціум і [при цьому] оголошувалася присуджена з них сума грошей. У третій базарний день вони вдавалися до смертної кари або надходили в продаж за кордон, за Тибр.)
6. У третій базарний день хай розрубає боржника на частини. Якщо відсічуть більше або менше, то нехай це не буде поставлено їм [у провину].
7. Нехай зберігає [свою] силу навіки позов проти зрадника.

## Таблиця IVсімейне право(визнання батьківства, купівля-продаж дітей)
1. (Цицерон, Про закони, III. 8. 19: З такою ж легкістю було позбавлене життя, як за XII таблицею, немовля, [що відрізнялося] винятковим каліцтвом.)
2. Якщо батько тричі продасть сина, то нехай син буде вільний [від влади] батька.
3. (Цицерон, Філіппіки, II. 28. 69: [Користуючись] постановою XII таблиць, наказав своїй дружині взяти належні їй речі і, відібравши [в неї] ключ, вигнав [її].)
4. (АВЛ Геллі, аттичної ночі, III. 16. 12: Мені відомо, що [коли] … жінка народила на одинадцятому місяці після смерті чоловіка, то [із цього] виникла справа, ніби вона завагітніла після того, як помер її чоловік, бо децемвіри написали, що людина народжується на десятому, а не на одинадцятому місяці.)

## Таблиця V
1. (Гай, Інституції, 1. 144—145: Предки [наші] стверджували, що навіть повнолітні жінки внаслідок властивої їм легковажності повинні перебувати під опікою … Виняток допускалося тільки для дів-весталок, яких стародавні римляни у повагу до їх жрецького сану звільняли від опіки. Так було постановлено законом XII таблиць.)
2. (Гай, Інституції, II. 47: Законом XII таблиць було визначено, що res mancipi, що належать жінці, яка перебувала під опікою агнатами, не підлягали давності, за винятком лише того випадку, коли сама жінка передавала ці речі із згоди опікуна.)
3. Як хто розпорядиться на випадок своєї смерті щодо свого домашнього майна або щодо опіки [над підвладними йому особами], так нехай те й буде непорушним.
4. Якщо хто-небудь, у кого немає підвладних йому осіб, помре, не залишивши розпоряджень про спадкоємця, то нехай його господарство візьме собі [його] найближчий агнат.
5. Якщо [у померлого] немає агнатів, нехай [залишилося після нього] господарство візьмуть [його] родичі.
6. (Гай, Інституції, I. 155: За законом XII таблиць опікунами над особами, яким не було призначено опікуна за заповітом, є їх агнатами.)
7а. Якщо чоловік впав у божевілля, то нехай владу над ним самим і над його майном візьмуть його агнати або його родичі.
7б. (Ульпіан, I. 1 рг. D. XXVII. 10: Згідно із законом XII таблиць марнотратнику заборонялось управління належним йому майном.)
(Ульпіан, Lib. Sing. Regul XII. 2: Закон XII таблиць наказує божевільному і марнотратнику, на майно яких накладено заборону, стояти під опікою їх агнатів.)
8а. (Ульпіан, Lib. Sing. Regul., XL. I: Закон XII таблиць передавав патрону спадок після римського громадянина з вільновідпущеників в тому випадку, якщо останній, не маючи підвладних йому осіб, вмирав, не залишивши заповіту.)
8б. (Ульпіан, I.195.? 1.0. L.16: Говорячи [про відносини між патроном і вільновідпущениками], закон [XII таблиць] вказує, що майно вільновідпущеника переходить з тієї сім'ї в цю сім'ю, [причому в даному випадку] закон говорить [про сім'ю як сукупності] окремих осіб.)
9а. (Гордіан, 1. 6. С. III. 36: За законом XII таблиць майно, що складається в боргових вимог [померлого до інших осіб], безпосередньо, [тобто без виконання будь-яких юридичних формальностей], розподіляється між співспадкоємцями відповідно до їх спадковими частками.)
9б. (Діоклетіан, 1. 26. С. II. 3: Згідно із законом XII таблиць, борги померлого безпосередньо розподіляються [між його спадкоємцями] пропорційно отриманим [ними] часткам спадщини.)
10. (Гай, 1. 1. Pr. DX 2: «Позов [про розподіл спадку] ґрунтується на постанові закону XII таблиць».)

## Таблиця VIзобов'язальне право(договір, купівля-продаж, позика, кредит і кредитні ставки, купівля і втрата рухомого та нерухомого майна)
1. Якщо хто укладає угоду самозакладу або відчуження речі [у присутності 5 свідків і вагаря], то нехай слова, які виголошуються при цьому, шануються непорушним.
2. (Цицерон, Про обов'язки, III. 16: За XII таблицями вважалося достатнім представити докази того, що було сказано [при укладанні] угоди, і відмова від своїх слів підлягала штрафу удвічі.)
3. (Цицерон, Тор. IV. 23: Давність володіння щодо земельної ділянки [встановлювалася] в два роки, щодо всіх інших речей — в один рік).
4. (Гай, Інституції, 1. 3: Законом XII таблиць було визначено, що жінка, яка не бажала встановлення над собою влади чоловіка [фактом давностного з нею співжиття], повинна була щорічно відлучатися з свого дому на три ночі і таким чином переривати річне давностное володіння [нею].)
5а. (АВЛ Геллнй, аттичної ночі, XX. 17. 7. 8: Власноруч відстояти [свою річ] при судоговорінні … це значить накласти свою руку на ту річ, про яку йде суперечка при судоговорінні, [тобто іншими словами], змагаючись із супротивником, вхопитися рукою за спірну річ і в урочистих виразах відстоювати право на неї. Накладення руки на річ проводилося в певному місці в присутності претора на підставі XII таблиць, де було написано: "Якщо хто-небудь власноруч відстоює свою річ при судоговорінні ".)
5б. (Павло, Fragm. Vatic., 50: Закон XII таблиць затвердив [відчуження речі] шляхом угоди, що відбувалося в присутності 5 свідків і вагаря, а також шляхом відмови від права власності на цю річ при судоговорінні перед претором.)
6. (Тіт Лівій, III. 44: Захисники [Вергініі] вимагають, щоб [Аппій Клавдій], відповідно до закону, ним же самим проведеним, дав попереднє розпорядження щодо дівчини у сприятливому для її свободи сенсі.)
7. Нехай [власник] не чіпає і не віднімає [що належить йому] колоди або жердин, використаних [іншою людиною] на будівництво будівлі або для посадки виноградника.
8. (Ульпіан, I, I pr. D. XLV 1I. 3: Закон XII таблиць не дозволяв ні віднімати, ні вимагати як свою власність украдені колоди і жердини, вжиті на будівництво або для посадки виноградника, але надавав при цьому позов у подвійному розмірі [вартості цих матеріалів] проти того, хто звинувачувався у використанні їх.)
9. Коли ж виноград буде зрізаний.., поки [жердини] не прибрані.

## Таблиця VII право сусідське
1. (Фест, De verb. Signif., 4: Обхід, [тобто незабудоване місце], навколо будівлі повинен бути шириною в два з половиною фути.)
2. (Гай, 1. 13. DX 1: Потрібно зауважити, що при позові про розмежування кордонів необхідно дотримуватися вказівка закону [XII таблиць], встановлене як би за прикладом наступного законодавчого розпорядження, яке, як кажуть, було проведено в Афінах Солоном: якщо вздовж сусідньої ділянки викопували ями, то не можна було переступати межі, якщо [ставити] паркан — то треба відступати [від сусідньої ділянки] на один фут, якщо — будинок для житла, то відступати на два фути, якщо копають яму або могилу, відступити настільки, наскільки глибоко викопана яма, якщо колодязь, — відступити на 6 футів, якщо садять оливу або фігове дерево, відступити від сусідньої ділянки на дев'ять футів, а інші дерева — на 5 футів.)
3. (Пліній, Природна історія, 19. 4. 50: У XII таблицях не вживалося абсолютно слово «хутір», а для позначення його [користувалися] часто словом hortus [обгороджене місце], [надаючи цьому значення] батьківського майна.)
4. (Цицерон, Про закони, 1. 21.55: XII таблиць забороняли придбання за давністю межи шириною в 5 футів.)
5. (Цицерон, Про закони, 1. 21. 55: Згідно з постановою XII таблиць, коли виникає спір про кордони, то ми проводимо розмежування за участю 3 посередників.)
6. (Гай, 1.8. D. VII 1. 3: За законом XII таблиць ширина дороги по прямому напрямку визначалась у 8 футів, а на поворотах — 16 футів.)
7. Нехай [власники придорожніх ділянок] обгороджують дорогу, якщо вони не мостять її каменем, нехай [кожен] їде на в'ючних тваринах, де забажає.
8-а. Якщо дощова вода завдає шкоди …
8-б. (Павло, 1. 5. D. XLIII, 8: Якщо протікає по громадської землі струмок або водопровід завдавав шкоди приватному володінню, то власнику [останнього] давався позов на підставі закону XII таблиць про відшкодування збитків.)
9-а. (Ульпіан, I. 1.? 8. D. XLIII, 27: Закон XII таблиць наказував вживати заходів до того, щоб дерева на висоті 15 футів обрізувались колом для того, щоб їх тінь не завдала шкоди сусідній ділянці.)
9-б. (Помпоній, I. 2. D. XLIII. 27: Якщо дерево із сусідньої ділянки схилилося вітром на твій ділянку, ти на підставі закону XII таблиць можеш пред'явити позов про збирання його.)
10. (Пліній, Природна історія, XVI. 5. 15: Законом XII таблиць дозволялось збирати жолуді, що падають із сусідньої ділянки.)
11. (Юстиніан, I. 41. I. II. 1: Продані і передані речі стають власністю покупця лише в тому випадку, якщо він сплатить продавцю покупну ціну або забезпечить йому будь-яким чином задоволення [його вимоги], наприклад, представить поручителя або дасть що-небудь у вигляді застави. Так було постановлено законом XII таблиць.)
12. (Ульпіан, lib. Sing. Regul. II. 4: Якщо [спадкодавець] робив наступне розпорядження: відпускаю раба на волю за умови, що він сплатить моєму спадкоємцеві 10 000 сестерціїв, то хоча б цей раб був відчужений від спадкоємця, він все-таки повинен отримати свободу при сплаті покупцеві зазначеної суми. Так було ухвалено в законі XII таблиць.)

## Таблиця VIIIкримінальне право(чаклунство, що шкодить; умисне тілесне пошкодження, крадіжка, обман клієнтів, зрада)
1а. Хто злий пісню співає.
1б. (Цицерон, Про державу, IV. 10. 12: XII таблиць встановили смертну кару за невелику кількість злочинних діянь і в тому числі вважали за необхідне застосування її в тому випадку, коли хто-небудь склав або буде співати пісню, яка містить в собі наклеп або зганьблений іншого.)
2. Якщо заподіє членоушкодження та не помириться з [потерпілим], то нехай і йому самому буде спричинено те ж саме.
3. Якщо рукою або палицею доломить кістку вільній людині, хай заплатить штраф у розмірі 300 асів, якщо рабові — 150 асів.
4. Якщо заподіє образу, нехай штраф буде 25.
5. Зламає, нехай відшкодує.
6. (Ульпіан, I. pr. D. IX. 1: Якщо хтось поскаржиться, що домашня тварина завдала шкоди, то закон XII таблиць наказував, або видати [потерпілому] тварину, що завдала шкоду, або відшкодувати вартість нанесеного збитку.
7. (Ульпіан, I. 14.? 3. D. XIX. 5: Якщо жолуді з твого дерева впадуть на мою ділянку, а я, вигнавши худобу, скормлю їх їй, то за законом XII таблиць ти не міг пред'явити позову ні про потрави, бо не на твоїй ділянці паслася худоба, ні про шкоду, заподіяну тваринам, ні про збитки, завдані неправомірним діянням.)
8а. Хто зачарує посіви … 8б. Нехай не переманює на свою дільницю чужого врожаю.
9. (Пліній, Природна історія, 18. 3. 12: За XII таблицями смертним гріхом для дорослого було потравити або стиснути в нічний час врожай з обробленого плугом поля. [XII таблиць] наказували [такого] приреченого [богині] Церері людини забитий. Неповнолітнього, [винного в подібному злочині], на розсуд претора або піддавали батожить, або присуджували до відшкодування заподіяної шкоди в подвійному розмірі.)
10. (Гай, I. 9. D. XLVII. 9: [Закони XII таблиць] велів укласти в кайдани і після бичування зрадити смерті того, хто підпалював будови або складені біля будинку скирти хліба, якщо [винний] зробив це навмисно. [Якщо пожежа стався] випадково, тобто з необережності, то закон наказував, [щоб винний] відшкодував збитки, а при його неспроможність був підданий більш легкому покаранню.)
11. (Пліній, Природна історія, 17. 1. 7: У XII таблицях було наказано, щоб за злісну порубку чужих дерев винний сплачував по 25 асів за кожне дерево.)
12. Якщо здійснював в нічний час крадіжку убитий [на місці], то нехай вбивство [його] буде вважатися правомірним.
13. При світлі дня … якщо чинить опір зі зброєю [в руках], скличу народ.
14. (АВЛ Геллі, аттичної ночі, XI. 18. 8: Децемвіри наказували вільних людей, спійманих в крадіжці на місці злочину, піддавати тілесного покарання і видавати [головою] тому, у кого здійснена крадіжка, рабів ж карати батогом і скидати зі скелі, та [ щодо неповнолітніх] було ухвалено: або піддавати їх на розсуд претора тілесного покарання, або стягувати з них відшкодування збитків.)
15а. (Гай, Інституції, III. 191: За законом XII таблиць було встановлено штраф у розмірі потрійної вартості речі в тому випадку, коли річ відшукувалися у кого-небудь за формального обшуку або коли вона була принесена до укриватель і знайдена у нього.)
15б. (Гай, Інституції, III. 192: Закон XII таблиць наказує, щоб при проведенні обшуку [обшукували] не мав ніякого одягу, крім полотняній пов'язки, і тримав у руках чашу.)
16. Якщо пред'являється позов про крадіжку, [за якої злодій не був спійманий на місці злочину], нехай [суд] розв'язує спір [присудженням] подвійної вартості речі.
17. (Гай, Інституції, II. 45: Законом XII таблиць забороняється придбання краденій речі за давністю.)
18а. (Тацит, Аннали, VI. 16: Вперше XII таблицями було постановлено, щоб ніхто не брав більше одного відсотка [на місяць], тоді як до цього бралося за примхою багатих.)
18б. (Катон, Про землеробстві. Передмова, 1; предки наші мали [звичай] і поклали у законах присуджувати злодія до сплати подвійної вартості [вкраденої речі], лихваря до [стягненню] в чотириразове розмірі [отриманих відсотків].)
19. (Павло, Libri V sentiarum, II. 12. 11: За законом XII таблиць за річ, здану на зберігання, дається позов у подвійному розмірі вартості цієї речі.)
20a. (Ульпіан, 1. 1. П. 2. D. XXVI. 10: Слід зауважити, що звинувачення [охоронця в несумлінному відправленні своїх обов'язків] випливає із закону XII таблиць.)
20б. (Трифоніан, I. 1.? 55. D. XXVI. 7: У разі розкрадання опікунами майна їх підопічного слід встановити, чи не допустимо чи щодо кожного з цих опікунів окремо той позов у подвійному розмірі, який був встановлений в XII таблицях проти опікунів.)
21. Нехай буде відданий підземним богам, [тобто прокляття], той патрон, який заподіює шкоду [своєму] клієнтові.
22. Якщо [хто-небудь] брав участь [при здійсненні угоди] як свідок або вагар, [а потім] відмовляється це засвідчити, то нехай [він буде визнаний] безчесним і втратить право бути свідком.
23. (АВЛ Геллі, аттичної ночі, XX. 1. 53: За XII таблицями викритий у лжесвідченні скидали з Тарпейської скелі.)
24а. Якщо кинуте рукою спис полетить далі, ніж цілив, то нехай принесе [в жертву] барана.
24б. (Пліній, Природна історія, XVIII. 3. 12. 8-9: За XII таблицями за таємне знищення врожаю [призначалася] смертна кара … більш важка, ніж за вбивство людини.)
25. (Гай, 1. 236 pr. DL 16: Якщо хто-небудь говорить про отруту, то повинен додати, шкідливий чи він чи корисний для здоров'я, бо й ліки є отрутою.)
26. (Порцій, Lampo. Decl. 1m Catil., 19: Як ми знаємо, в XII таблицях пропонувалося, щоб ніхто не влаштовував у місті нічних зібрань.)
27. (Гай, I. 4. D. XLVII, 22: Закон XII таблиць надавав членам колегій [спільнот] право укладати між собою будь-які угоди, аби цим вони не порушували якого-небудь постанови, що стосується громадського порядку. Закон цей, очевидно, був запозичений із законодавства Солона.)

## Таблиця IX злочини проти Римської держави
1-2. (Цицерон, Про закони, 111. 4. 11. 19. 44: Привілеїв, [тобто відступів на свою користь від закону], хай не просить. Вироків про страти римського громадянина нехай не виносять інакше, як у центуріатних коміцій … преславні закони XII таблиць містили дві постанови, з яких одне нищила будь-які відступи від закону на користь окремих осіб, а інше забороняло виносити вироки про страту римського громадянина інакше, як у центуріатних коміцій.)
3. (АВЛ Геллі, аттичної ночі, XX. 17: Невже ти будеш вважати суворим постанову закону, карається стратою того суддю або посередника, які були призначені при судоговорінні [для розгляду справи] і були викриті в тому, що прийняли грошову винагороду по [цього ] справі?)
4. (Помпоній, I. 2.? 23. D. 1.2: Квестор, які були присутні під час виконання смертних вироків, іменувалися кримінальними квесторами, про них згадувалося навіть у законі XII таблиць.)
5. (Марціан, I. 3. D. XLVII. 4: Закон XII таблиць велить карати смертною карою того, хто підбурює ворога [до нападу на Римську державу], або того, хто передає ворогові римського громадянина.)
6. (Сальвіан, Про правління божому, VIII. 5: Постанови XII таблиць забороняли без суду позбавляти життя будь-якої людини.).

## Таблиця Xсакральне право
1. Хай мерця не ховають і не спалюють у місті.
2. Понад цього нехай не роблять. Дрова для [похоронного багаття] нехай сокирою обтісують.
3. (Цицерон, Про закони, II. 23. 59: Обмеживши витрати [на поховання] трьома саванами, однією пурпуровою тунікою і десятьма флейтистами, закон XII таблиць заборонив також і голосіння за померлим.)
4. Нехай [на похоронах] жінки щік не дряпають і по померлих не голосять.
5. (Цицерон, Про закони, II, 23. 59: Нехай кісток мерця не збирають, щоб згодом зробити поховання, за винятком лише того випадку, коли смерть спіткала на полі битви або на чужині.)
6-а. (Цицерон, Про закони, II. 23. 59: Крім того, в законах встановлюються ще такі [правила]: скасовується бальзамування, [намащування] рабів і пиття з кругової чаші. «Без пишного покроплювання, без довгих гірлянд, без курильниць».)
6-б. (Фест, De verb. Signif, 154: У XII таблицях постановлено не ставити перед померлими напоїв з миром.)
7. (Якщо хто-небудь був нагороджений [лавровим] вінком або сам особисто або за своїх коней і рабів, [що виступали на іграх], або якщо вінок був даний йому за його доблесть, то при його смерті не заборонялося покласти вінок на померлого як у нього вдома, так і на форумі, так само його рідним дозволялося бути присутнім на похоронах у вінках.)
8. А також золота з небіжчиком нехай не кладуть. Але якщо у померлого зуби були скріплені золотом, то не забороняється поховати або спалити його із цим золотом.
9. (Цицерон, Про закони, II. 24. 61: Закон забороняє без згоди власника влаштовувати похоронне багаття або могилу на відстані ближче ніж 60 футів від належного йому будівлі)
10. (Цицерон, Про закони, II. 24. 61: Закон забороняє купувати за давнини місце захораненія, а також і місце спалення трупа.)

## Таблиця XI
1. (Цицерон, Про державу, II. 36. 36: [Децемвіри другого призову], додавши дві таблиці на обличчя законів, [між іншим] санкціонували самим нелюдським законом заборону шлюбів між плебеями і патриціями.)
2. (Макробий, Sat., 1. 13. 21: Децемвіри, які додали дві таблиці, пропонували народові затвердити виправлення календаря.).

## Таблиця XII
1. (Гай, Інституції, IV. 28: Законом було введено захоплення речі з метою забезпечення боргу, і згідно із законом XII таблиць це було допущено проти того, хто придбав тварину для принесення жертви, не сплатив за нього купівельної ціни, а також і проти того, хто не представив винагороди за здану йому в найм в'ючна тварина, з тією умовою, щоб плата за користування була використана ним на жертовний бенкет.)
2а. Якщо раб здійснить крадіжку або завдає шкоди.
2б. (Гай, Інституції, IV. 75. 76: Злочини, скоєні підвладними особами або рабами, породжували позови про шкоду, за якими домовладики або власнику раба надавалося або відшкодувати вартість заподіяної шкоди, або видати головою винного … [Ці] позови встановлені або законами або едиктом претора. До позовів, встановлених законами, [належить], наприклад, позов про крадіжки, створений законом XII таблиць.)
3. (Фест, De verb. Signif. 174: Якщо приносить [на судоговорінні] підроблену річ або заперечує [самий факт] судоговорінні, нехай претор призначить трьох посередників і за їх рішенням хай відшкодує збитки в розмірі подвійного доходу [від спірної речі].)
4. (Гай, 3. D. XL 1V, 6: Законом XII таблиць було заборонено жертвувати храмам ту річ, яка є предметом судового розгляду, інакше ми піддаємо штрафу в розмірі подвійної вартості речі, але ніде не з'ясовано, чи повинен цей штраф сплачуватися державі або тій особі, яке заявило домагання на дану річ.)
5. (Лівій, VII. 17. 12: У XII таблицях було постанову про те, що надалі всяке рішення народних зборів повинно мати силу закону.)